# Гончаров, Афанасий Дмитриевич
Афанасий Дмитриевич Гончаров (1 февраля 1902, д. Новики, Витебской губернии — 10 января 1974, Москва) — советский военачальник, генерал-майор (1941).

## Биография
В РККА с 1919 года. Участник Гражданской войны. 30 декабря 1935 года присвоено звание капитана.
В 1936 году окончил Военную академию имени М. В. Фрунзе.
29 июля 1941 года назначен начальником штаба 35-й армии. Руководил формированием штаба и частей армии. 7 октября 1941 года присвоено звание генерал-майора.
24 августа 1942 года назначен начальником штаба 25-й армии Дальневосточного фронта. В марте-апреле 1943 года стажировался на действующем фронте.
В июле 1944 года назначен в распоряжении Военного совета 3-й гвардейской армии. Во время проведения Львовско-Сандомирской операции командовал сводным отрядом армии и в результате штурма овладел городом Сандомир и захватил крупные потери. «За умелое и мужественное руководство боевыми операциями и за достигнутые в результате этих операций успехи в боях с немецко-фашистскими захватчиками» награждён орденом Суворова II степени.
23 августа 1944 года назначен начальником штаба 60-й армии. Руководил работой штаба во время проведения Сандомирско-Силезской, Нижне-Силезской, Верхне-Силезской наступательных операций и за отличие при освобождении Кракова и форсировании Вислы награждён орденом Кутузова II степени.
«За долголетнюю и безупречную службу в Красной Армии» награждён орденом Красного Знамени и орденом Ленина.
На заключительном этапе Отечественной войны осуществлял руководство штабом армии во время проведения Моравско-Остравской и Пражской стратегических операций и «за умелое руководство штабом армии и нижестоящими штабами в период Отечественной войны по разгрому гитлеровской армии» награждён вторым орденом Суворова II степени.
С 1945 по 1946 год — начальник штаба Кубанского военного округа, затем назначен на должность старшего преподавателя кафедры оперативного искусства Высшей военной академии имени К. Е. Ворошилова. 15 ноября 1950 года «за долголетнюю и безупречную службу в Вооруженных силах СССР» награждён вторым орденом Красного Знамени.
Скончался 10 января 1974 года. Похоронен на Ваганьковском кладбище.